# Durrantia
Durrantia es un género de polillas de la familia Depressariidae . Algunas especies de este género son consideradas plagas, llegando a presentar un riesgo al consumir especies de importancia económica como la palma de aceite.

## Especies
- Durrantia piperatella (Zeller, 1873)
- Durrantia arcanella (Busck, 1912)
- Durrantia amabilisWalsingham , 1912
- Durrantia resurge Walsingham, 1912
- Durrantia pugnaxWalsingham , 1912
- Durrantia flaccescensMeyrick , 1925